# Pyracantha coccinea
Pyracanta coccinea, vulgarment conegut com a piracant, espí, espinaler o pometes del diable és una espècie d'arbut espinós semicaducifoli de la família de les rosàcies.

## Descripció
És un arbust semicaducifoli d'uns dos metres d'altura i que rarament ateny els 6 metres. El tronc és molt ramificat i espinós i té l'ecorça de color bru-grisenc. Les fulles no superen els 4 centímetres de llarg són ovado-lanceolades, coriàcies, lluents i fosques per l'anvers i piloses pel revers amb el marge una mica dentat. Les flors, fan entre 7 i 8 mil·límetres de diàmetre i apareixen en nombroses i vistoses inflorescències en forma de corimbes a la primavera. El fruit és un pom d'entre 5 i 7 mil·límetres de diàmetre, rogenc i madura durant la tardor i l'hivern. Té propietats astringents i és aliment de molts ocells; els seus fruits poden ser preparats per fer xarops i melmelades.

## Hàbitat
Creix en bardisses o matollars de degradació oberts i assolellats de boscos de faig i roure. Present al sud-est d'Europa i Àsia occidental. A Catalunya creix de manera natural i espontània a la Garrotxa i possiblement al Montsant i l'Aran. Al nostre país com arreu del món es cultivada com a planta ornamental en jardins i parcs pels seus fruits vistosos. Se la pot trobar de forma subespontània en zones properes a llocs urbanitzats.

## Etimologia
- Pyracantha: nom genèric que deriva de les paraules gregues: pyr (foc) i akantha (espines) en referència al color dels fruits i les espines.[4]
- coccinea: epítet llatí que significa vermell escarlata[4]